# 高價鐵

高鐵酸鹽离子，[FeO_{4}] ^{2−}

高价铁通常指的是铁的形式氧化态>3，键数>6，配位数≤6的化合物和中间物。高价铁化合物不一定违反18电子规则。高价铁化合物可以作为一种环境友好的水处理氧化剂。